# City Without Baseball
City Without Baseball (Chino: 無野之城; Estilizado: 無野の城; jyutping: mou je zi sing) es una película dramática de Hong Kong de 2008 protagonizada por Ron Heung y otros miembros del Equipo Nacional de Béisbol de Hong Kong. Está dirigida por el cineasta de Hong Kong, nacido en Sudáfrica, Lawrence Ah Mon, y trata sobre una ciudad donde el béisbol es casi desconocido y donde el equipo juega en estadios vacíos.
La película explora varios temas tradicionalmente considerados "tabú" en la sociedad de Hong Kong. Es la primera de las siete películas de este tipo de Scud (el nombre en los créditos de producción del escritor y productor de cine de Hong Kong Danny Cheng Wan-Cheung). Las seis películas posteriores son: Permanent Residence en 2009, Amphetamine en 2010, Love Actually... Sucks! en 2011, Voyage en 2013, Utopians en 2015 y Thirty Years of Adonis en 2017. Su octava película, Apostles, se realizó en 2022, al igual que su novena, Bodyshop.
Su décima y última película, Naked Nations: Hong Kong Tribe, se encuentra actualmente en producción.

## Trama
Los miembros reales del equipo nacional de béisbol de Hong Kong aparecen en la película como ellos mismos, en una historia ambientada en 2004. Su existencia aislada los lleva a tomar decisiones poco convencionales tanto en el amor como en la amistad, y a reunir un gran coraje frente a su soledad y existencia desconectada. La historia se centra en el personaje principal, Ronnie , tranquilo, aunque a menudo distante, interpretado por Ron Heung, y sus amistades y relaciones con los demás, tanto dentro como fuera del campo deportivo.

## Reparto
- Yu Chung Leung como Chung - Lanzador
- Ron Heung como Ron - Lanzador (como Tze *Chun Ron Heung)
- John Tai como entrenador Tai
- Jason Tsang como Jason - Receptor
- Jose Au como Jose - Capitán (anunciado como Wing Leung Jose Au)
- Yu Hong Lau como Hong - Segunda base
- Peter Mak como Peter - Jardinero derecho
- Herman Chan como Wah - Jardinero central
- Jackie Chow como Jackie - Tercera base
- Julian Chiu como Julian - Primera base
- Kenneth Chiu como Kenneth - Lanzador
- Yuan Lin como Meizi (anunciada como Gia Lin)
- Monie Tung como Kim
- Wei-Sha Yan como Ping (anunciado como Wei Sha Yan)
- Sean Au como Sir Au
- Allan Mak como Sir Mak
- David Wong como Sir Wong
- Ryan Williams como Kevin
- Calina Chan como la madre de Ron
- Winky Wong como la hermana de Ron
- Belinda Reed como la novia rubia de Chung
- Anjo Leung como camarero / violinista
- Sean Li como camarero
- Thomas Price como Daniel / chico del cable (anunciado como Tom Price)
- Thomas Lee como el nuevo compañero de cuarto de Ron (anunciado como Chi Wai Thomas Lee)
- Stanley Kong como el jefe de José
- Heman Peng como productor discográfico
- Debbie Li como asistente de producción
- Sammy Andres Jr. como cantante principal
- Ka Wai Chan como contrabajista
- Ying Leung Lau como médico
- Eva Lo como la exnovia de Ron (anunciada como Hiu Pui Eva Lo)
- Jimmie Poon como bibliotecario
- Shuk Kwan Chen como el doble de Ping
- Scud como compañero de equipo

## Premios
- Ganadora del premio de la Sociedad de Críticos de Cine de Hong Kong 2008 por las 7 películas más sugeridas.
- Ganadora del premio de la Sociedad de Críticos de Cine de Taiwán 2008 a las 10 mejores películas chinas.

## Lanzamiento doméstico
- VCD estuvo disponible por primera vez el 3 de octubre de 2008 (3 de octubre de 2008).
- El DVD (DVD Región 3) estuvo disponible por primera vez el 10 de octubre de 2008 (10 de octubre de 2008).
- El Blu-ray Disc estuvo disponible por primera vez el 3 de junio de 2011 (3 de junio de 2011).